# Anthony Edwards (baloncestista)
Anthony DeVante Edwards (Atlanta, Georgia, 5 de agosto de 2001) es un jugador de baloncesto estadounidense que pertenece a la plantilla de los Minnesota Timberwolves de la NBA. Con 1,93 metros de altura, juega en la posición de escolta.

## Trayectoria deportiva

### Instituto
Tras su exhibición con el equipo de Atlanta Xpress Sub-15 de la Amateur Athletic Union, fue considerado un recluta de cuatro estrellas por Rivals.com en 2016. Comenzó a jugar baloncesto en la escuela secundaria para Therrell High School en Atlanta como miembro de la clase de 2019. A principios de enero de 2017, se transfirió a la Escuela Preparatoria Holy Spirit en Atlanta y se reclasificó a la clase de 2020. Hizo el movimiento en un esfuerzo por mejorar su rendimiento académico, ya que Holy Spirit Preparatory tenía "clases pequeñas y apoyo para ayudarlo".
En marzo de 2018, ayudó al equipo de Holy Spirit Preparatory a derrotar a The Heritage School en el campeonato estatal Clase AAA de la Asociación de Escuelas Independientes de Georgia (GISA). Volvió a clasificarse a la clase de 2019 en noviembre de 2018 después de ver una mejora académica. Como resultado, se convirtió en el recluta número uno en el ranking Top247, realizado por el sitio web 247Sports. En su temporada sénior, su equipo terminó como finalista de la clase GISA AAA hasta The Heritage School, a pesar de los 27 puntos de Edwards. Al final de la temporada, promediaba 29 puntos, 9 rebotes y 2 asistencias por partido. Edwards obtuvo el primer equipo de USA Today All-USA y el reconocimiento del cuarto equipo MaxPreps All-American. Jugó en el McDonald's All-American Game y Jordan Brand Classic en marzo y abril de 2019, respectivamente.

#### Reclutamiento
Por consenso entre los principales servicios de reclutamiento 247Sports, ESPN y Rivals, Edwards fue calificado como un recluta de cinco estrellas, uno de los cinco mejores jugadores y el mejor escolta en la clase de 2019. El 11 de febrero de 2019, se comprometió a jugar baloncesto universitario para Georgia, convirtiéndose en el mejor recluta del programa en la era moderna de reclutamiento. Edwards eligió los Bulldogs sobre las ofertas del Florida State, Kansas, Kentucky y Carolina del Norte. Edwards se sintió atraído por Georgia porque dos de sus jugadores favoritos, Dwyane Wade y Victor Oladipo, habían sido entrenados en la universidad por el entrenador en jefe Tom Crean.

### Universidad

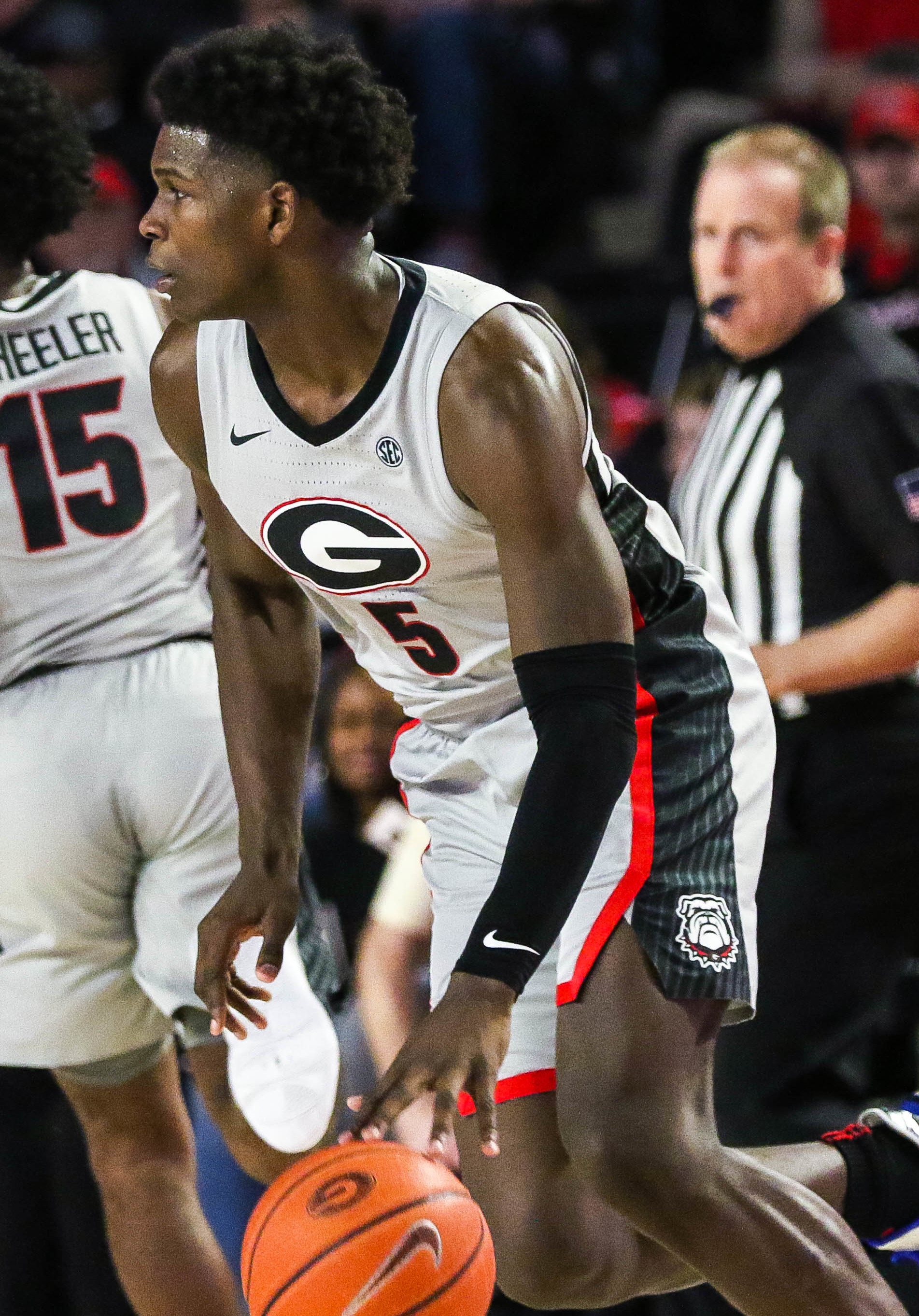
Edwards con Georgia en febrero de 2020.

El 5 de noviembre de 2019, debutó con los Bulldogs, registrando 24 puntos, 9 rebotes y 4 robos en una victoria por 91-72 sobre Western Carolina. Fue la mayor cantidad de puntos de un debutante de primer año de Georgia desde Dominique Wilkins, miembro del Salón de la Fama del Baloncesto, en 1979. El 26 de noviembre, anotó 37 puntos, su máximo en la temporada, incluidos 33 en la segunda mitad, y registró seis rebotes, cuatro robos y tres tapones, en una derrota por 93–85 ante el tercer clasificado, Michigan State en el Maui Invitational. Edwards se convirtió en el primer estudiante de primer año de Georgia en anotar al menos 37 puntos en un partido desde Jacky Dorsey en 1975. En su último partido en el torneo, lideró a todos los anotadores con 24 puntos e hizo el tiro ganador contra el equipo Chaminade de la División II de la NCAA.
El 1 de febrero de 2020, registró 29 puntos y 15 rebotes, ambos máximos del partido, en una victoria de 63-48 sobre Texas A&M. Al siguiente partido, fue el máximo anotador con 32 puntos en una derrota 81-75 ante Florida. El 26 de febrero, anotó 36 puntos, a los que añadió siete rebotes, cuatro asistencias y cuatro robos, en una derrota en la prórroga por 94-90 ante Carolina del Sur. Como estudiante de primer año, promedió 19,1 puntos, 5,2 rebotes y 2,8 asistencias por partido. Fue el máximo anotador en su equipo y entre los estudiantes de primer año a nivel nacional. Fue incluido en el segundo mejor quinteto de la Southeastern Conference y elegido novato del año. Fue elegido jugador de la semana cuatro veces durante la temporada, la mayor cantidad en la historia del programa. También fue uno de los cinco finalistas para el Premio Jerry West, que reconoce al mejor escolta colegial.
El 20 de marzo de 2020, se declaró elegible para el draft de la NBA 2020 como uno de los prospectos más promocionados de su clase. Firmó con un agente, renunciando a los años que le restaban de baloncesto universitario.

#### Estadísticas
| Año     | Equipo  | PJ | PT | MPP  | %TC  | %3P  | %TL  | RPP | APP | ROB | TPP | PPP  |
| ------- | ------- | -- | -- | ---- | ---- | ---- | ---- | --- | --- | --- | --- | ---- |
| 2019–20 | Georgia | 32 | 32 | 33.0 | .402 | .294 | .772 | 5.2 | 2.8 | 1.3 | .6  | 19.1 |

### Profesional
Fue elegido en la primera posición del Draft de la NBA de 2020 por los Minnesota Timberwolves. El 18 de marzo de 2021, en la victoria ante Phoenix Suns, anotó 42 puntos, su récord personal hasta la fecha, y registrando así la mejor marca de anotación para un rookie de la franquicia de Minnesota. También se convirtió en el tercer jugador más joven (19 años y 225 días) en conseguir más de 40 puntos en la historia de la NBA. El 5 de mayo, ante Memphis Grizzlies, repitió la gesta al anotar 42 puntos, incluyendo 8 triples, siendo el segundo novato con en conseguir estos números, junto a Roddy Beaubois (40 puntos y 9 triples en marzo de 2010).
El 10 de noviembre de 2021, ante Golden State Warriors, anota 48 puntos, siendo su récord personal. El 15 de diciembre ante Denver Nuggets, anota 38 puntos, incluyendo 10 triples, siendo récord de la franquicia. El 25 de enero de 2022 ante Portland Trail Blazers, anota 40 puntos. El 7 de abril ante San Antonio Spurs, anota 49 puntos, superando su récord anterior. Ya en postemporada, el 16 de abril en el primer encuentro de primera ronda ante Memphis Grizzlies, anota 36 puntos.
En su tercera temporada en Minnesota, el 21 de enero de 2023 anota 44 puntos ante Houston Rockets. El 10 de febrero se anuncia su participación en el All-Star Game de 2023, siendo la primera nominación de su carrera. Acabó la temporada liderando a su equipo en anotación, tras promediar 24,6 puntos por partido, a los que añadió 5,8 rebotes y 4,4 asistencias. Ya en postemporada, el 19 de abril en primera ronda de playoffs ante Denver Nuggets, anota 41 puntos.
El 3 de julio de 2023 firma una extensión de contrato con los Wolves por 5 años y $260 millones. Durante su cuarta temporada con los Wolves, el 28 de diciembre de 2023 ante Dallas Mavericks, anota 44 puntos. El 1 de febrero de 2024 se anunció su participación como suplente en el All-Star Game, siendo la segunda nominación de su carrera. El 7 de marzo anota 44 puntos y realiza un tapón en el último segundo que da la victoria a su equipo ante Indiana Pacers. El 9 de abril anota 51 puntos ante Washington Wizards. Ya en postemporada, el 28 de abril en el cuarto encuentro de primera ronda ante Phoenix Suns, anotó 40 puntos. El 3 de mayo en el primer encuentro de semifinales de conferencia ante Denver Nuggets, anotó 43 puntos. En el cuarto encuentro de esa serie anotó 44 puntos.
En su quinta temporada en Minnesota, el 4 de enero de 2025, consigue su récord personal de anotación con 53 puntos ante Detroit Pistons. El 13 de enero consigue 41 puntos ante Washington Wizards. A finales de enero de 2025 se anunció su participación como reserva en el All-Star Game, siendo la tercera nominación de su carrera. El 5 de febrero consigue 49 puntos ante Chicago Bulls. Al día siguiente anota 41 puntos ante Houston Rockets. El 10 de febrero consigue 44 puntos ante Cleveland Cavaliers. El 2 de marzo anota 44 puntos ante Phoenix Suns. El 16 de marzo anota 41 puntos ante Utah Jazz. El 10 de abril conisgue 44 puntos ante Memphis Grizzlies. En el último encuentro de la temporada, el 13 de abril ante Utah Jazz, anota 43 puntos. Ya en postemporada, el 27 de abril en el cuarto encuentro de primera ronda ante Los Angeles Lakers anotó 43 puntos.

### Selección nacional
Durante agosto y septiembre de 2023 fue integrante de la selección de Estados Unidos que participó en el Mundial de 2023 celebrado en Asia, y que finalizó en cuarto lugar, tras perder la final de consolación ante Canadá. Donde además fue incluido en el mejor quinteto.
Entre julio y agosto de 2024 fue parte de la selección absoluta de Estados Unidos, que disputó los Juegos Olímpicos de París, y que ganó el oro, tras vencer la final ante Francia.

## Estadísticas de su carrera en la NBA

### Temporada regular
| Año      | Equipo    | PJ  | PT  | MPP  | %TC  | %3P  | %TL  | RPP | APP | ROB | TPP | PPP  |
| -------- | --------- | --- | --- | ---- | ---- | ---- | ---- | --- | --- | --- | --- | ---- |
| 2020-21  | Minnesota | 72  | 55  | 32.1 | .417 | .329 | .776 | 4.7 | 2.9 | 1.1 | .5  | 19.3 |
| 2021-22  | Minnesota | 72  | 72  | 34.3 | .441 | .357 | .786 | 4.8 | 3.8 | 1.5 | .6  | 21.3 |
| 2022-23  | Minnesota | 79  | 79  | 36.0 | .459 | .369 | .756 | 5.8 | 4.4 | 1.6 | .7  | 24.6 |
| 2023-24  | Minnesota | 79  | 78  | 35.1 | .461 | .357 | .836 | 5.4 | 5.1 | 1.3 | .5  | 25.9 |
| 2024-25  | Minnesota | 79  | 79  | 36.3 | .447 | .395 | .837 | 5.7 | 4.5 | 1.2 | .6  | 27.6 |
| Total    | Total     | 381 | 363 | 34.8 | .446 | .364 | .804 | 5.3 | 4.2 | 1.3 | .6  | 23.9 |
| All-Star | All-Star  | 2   | 0   | 14.8 | .727 | .000 | —    | 2.5 | 1.0 | .0  | .0  | 8.0  |

### Playoffs
| Año   | Equipo    | PJ | PT | MPP  | %TC  | %3P  | %TL  | RPP | APP | ROB | TPP | PPP  |
| ----- | --------- | -- | -- | ---- | ---- | ---- | ---- | --- | --- | --- | --- | ---- |
| 2022  | Minnesota | 6  | 6  | 37.8 | .455 | .404 | .824 | 4.2 | 3.0 | 1.2 | 1.2 | 25.2 |
| 2023  | Minnesota | 5  | 5  | 39.7 | .482 | .349 | .846 | 5.0 | 5.2 | 1.8 | 2.0 | 31.6 |
| 2024  | Minnesota | 16 | 16 | 40.5 | .481 | .400 | .814 | 7.0 | 6.5 | 1.5 | .6  | 27.6 |
| 2025  | Minnesota | 15 | 15 | 39.0 | .453 | .354 | .719 | 7.8 | 5.5 | 1.1 | .7  | 25.3 |
| Total | Total     | 42 | 42 | 39.5 | .468 | .377 | .788 | 6.6 | 5.5 | 1.4 | .9  | 26.9 |

## Vida personal

### Familia
Edwards se crio en Atlanta, Georgia. Cuando tenía tres años, su padre le dio el apodo de "Ant-Man". Durante gran parte de su infancia, Edwards jugó al fútbol americano en las posiciones de running back, quarterback y cornerback. De juvenil jugó para los Atlanta Vikings y se convirtió en uno de los mejores corredores de Pop Warner, una asociación de clubes de fútbol americano juvenil, a los 10 años. Edwards decidió probar con el baloncesto porque "pensó que parecía más divertido" después de ver a sus hermanos jugar. A menudo jugaba baloncesto contra sus hermanos en la casa de su abuela. Al ingresar al noveno curso, comenzó a entrenar bajo la dirección de Justin Holland, un exjugador de baloncesto universitario de Liberty.
Su madre, Yvette, y su abuela, Shirley, murieron de cáncer durante un período de ocho meses en 2015, cuando estaba en octavo grado. Ha usado la camiseta de baloncesto No. 5 desde la escuela secundaria para honrarlas, ya que ambas murieron el quinto día del mes. Desde ese momento fue criado por su hermana, Antoinette, y su hermano, Antoine, quienes comparten la custodia legal sobre él. En la escuela secundaria, trabajó con frecuencia como instructor en varios campamentos juveniles Tenía la intención de especializarse en marketing mientras asistía a la Universidad de Georgia.
Hijos
Desde 2020 mantiene una relación con Shannon, la cual dio a luz, en marzo de 2024, a Aislynn, la primera hija de la pareja. Shannon por su parte tiene otro hijo, Krue, con el rapero Chief Keef.
Poco después, en octubre de 2024, Ayesha Howard le demanda la paternidad de su recién nacida hija Aubri, el cual acepta y le da la plena custodia legalmente. En el proceso aparece en redes sociales otra mujer, Ally D, que también le reclama la paternidad de un otro hijo nacido recientemente.
Un año antes, en diciembre de 2023, Paige Jordae, una modelo de Instagram, le acusó de dejarla embarazada y de ofrecerla $100,000 para que abortara. Ella misma mostró pantallazos de los mensajes de texto entre ambos, donde se podía ver incluso la transferencia pendiente. Anthony, por su parte, no quiso pronunciarse al respecto, aludiendo a su privacidad.

### Patrocinios y filmografía
Desde su elección en el draft en 2020, consiguió contrato de patrocio con la marca deportiva Adidas. En julio de 2024 renovó el contrato, convirtiéndose en la imagen principal de la marca.
En 2022 hizo su debutó como actor en la película Garra, interpretando el papel de Kermit Wilts.
En octubre de 2024 la platafoma Netflix estrenó la primera temporada de Starting 5, una serie documental sobre Anthony y otros cuatro jugadores NBA.

### Controversias
En septiembre de 2022, la NBA le multó con $40.000 por publicar un video el 10 de septiembre en el que llamaba "queer" a un grupo de hombres sin camisa. Al día siguiente, publicó una disculpa y dijo: "Lo que dije fue inmaduro, hiriente e irrespetuoso, y lo siento muchísimo".
El 26 de abril de 2023, tras la eliminación de los Timberwolves en primera ronda de playoffs ante Denver Nuggets, la policía de Denver detuvo a Edwards por una presunta agresión con una silla a unos empleados del Ball Arena. Sin embargo, tanto los vídeos del incidente como su abogado reiteran que únicamente apartó la silla al salir y que no quiso golpear a nadie. A pesar de ello y que las lesiones no fueron graves, estuvo citado a declarar el 9 de junio por asalto en tercer grado.